# Терзи, Евгений Игоревич
Евгений Игоревич Терзи (укр. Євгеній Ігорович Терзі; род. 27 июня 1997, Одесса) — украинский футболист, полузащитник клуба «Тиликратис».

## Карьера

### Начало карьеры
Воспитанник одесской ДЮСШ-11. В 2014 году футболист в составе клуба «Одесса» выступал в детско-юношеской футбольной лиге Украины. В 2015 году футболист перешёл в луганскую «Зарю», в которой несколько сезонов выступал за юношескую и молодёжную команды. В июле 2017 года футболист присоединился к клубу «Сумы», которые покинул спустя месяц.

### «Жемчужина» Одесса
В ноябре 2017 года футболист на правах свободного агента присоединился к одесской «Жемчужине». Дебютировал за клуб 4 ноября 2017 года в матче против клуба «Гелиос», выйдя на замену на 57 минуте. Футболист смог быстро закрепиться в основной команде клуба, однако закончил чемпионат на последнем итоговом месте, а одесский клуб был вскоре расформирован. 

### «Металлист 1925»
В июле 2018 года футболист присоединился к харьковскому клубу «Металлист 1925». Дебютировал за клуб 22 июля 2018 года в матче против волочиского «Агробизнеса», выйдя на поле в стартовом составе. В клубе футболист был преимущественно игроком замены. В январе 2019 года покинул харьковский клуб.

### «Полесье» Житомир
В мае 2019 года футболист выступал на любительском уровне в клубе «Олимп». В июле 2019 года футболист присоединился к житомирскому клубу «Полесье». Дебютировал за клуб 27 июля 2019 года в матче против винницкой «Нивы», выйдя на замену на 63 минуте. Дебютный гол за клуб забил 9 октября 2019 года в матче против клуба «Оболонь-2». Вместе с клубом стал серебряным призёром чемпионата, который был досрочно завершён из-за Пандемии COVID-19. В августе 2020 года покинул житомирский клуб.

### «Кристалл» Херсон
В сентябре 2020 года футболист присоединился к херсонскому клубу «Кристалл». Дебютировал за клуб 16 сентября 2020 года в матче Кубка Украины против винницкой «Нивы», также отличившись дебютным забитым голом. Первый матч в чемпионате сыграл 20 сентября 2020 года против своего прошлого клуба житомирского «Полесья», выйдя на поле в стартовом составе. Футболист быстро закрепился в основной команде, однако в конце декабря 2020 года с другими игроками покинул клуб.

### «Дайнава»
В феврале 2021 года футболист присоединился к литовскому клубу «ДФК Дайнава». Дебютировал за клуб 6 марта 2021 года в матче против клуба «Невежис», выйдя на поле в стартовом составе. Футболист сразу же стал ключевым игроком литовского клуба. Дебютный гол за клуб забил 12 сентября 2021 года в матче против клуба «Банга». По окончании сезона покинул клуб.

### «Подгорица»
В феврале 2022 года футболист перешёл в черногорскую «Подгорицу». Дебютировал за клуб 24 февраля 2022 года в матче против клуба «Морнар», выйдя на замену на 88 минуте. Футболист быстро закрепился в основной команде клуба, чередуя матчи в стартовом составе и со скамейки запасных. Закончил чемпионат на итоговом девятом месте, отправившись в стыковые матчи на сохранение прописки. По итогу стыковых матчей футболист вместе с клубом уступил тиватскому «Арсеналу». По окончании сезона покинул черногорский клуб.

### «Супер Нова»
В июле 2022 года футболист присоединился к латвийскому клубу «Супер Нова». Дебютировал за клуб 23 июля 2022 года в матче против клуба «Тукумс 2000», отличившись первой результативной передачей. Футболист быстро смог закрепиться в основной команде клуба. Дебютный гол за клуб забил 16 октября 2022 года в матче против юрмальского «Спартака». По итогу сезона футболист закончил чемпионат на итоговом последнем месте, отличившись забитым голом и 3 результативными передачами. 

#### Аренда в «Санта-Лучию»
В январе 2023 года футболист на правах арендного соглашения присоединился к мальтийскому клубу «Санта-Лучия» до конца сезона. Дебютировал за клуб 20 января 2023 года в матче против клуба « Зеббудж Рейнджерс», выйдя на поле в стартовом составе. Дебютными голами за клуб футболист отличился 19 февраля 2023 года в матче против клуба «Хибернианс», оформив дубль. Закончил сезон футболист вместе с клубом на итоговом девятом месте, отправившись в стыковые матчи за сохранения прописки, в которых сам футболист участие не принял. По окончании срока арендного соглашения покинул мальтийский клуб.

#### Возвращение в «Супер Нову»
В июне 2023 года футболист вернулся в распоряжение латвийской «Супер Новы». Первый матч за клуб в новом сезоне сыграл 30 июня 2023 года против клуба «Тукумс 2000», выйдя на поле в стартовом составе. Первый гол в сезоне забил 21 июля 2023 года в матче против клуба «Метта». На протяжении сезона футболист был в клубе одним из ключевых игроков. По итогу сезона футболист закончил чемпионат на последнем месте. По окончании срока действия контракта в декабре 2023 года футболист покинул латвийский клуб.

### «Тиликратис»
В январе 2024 года футболист на правах свободного агента перешёл в греческий клуб «Тиликратис». Дебютировал за клуб футболист 7 января 2024 года в матче против клуба «Ханья», выйдя на замену на 75 минуте. Дебютный гол за клуб футболист забил 21 января 2024 года в матче против клуба «Ионикос».